# Julius Hatry

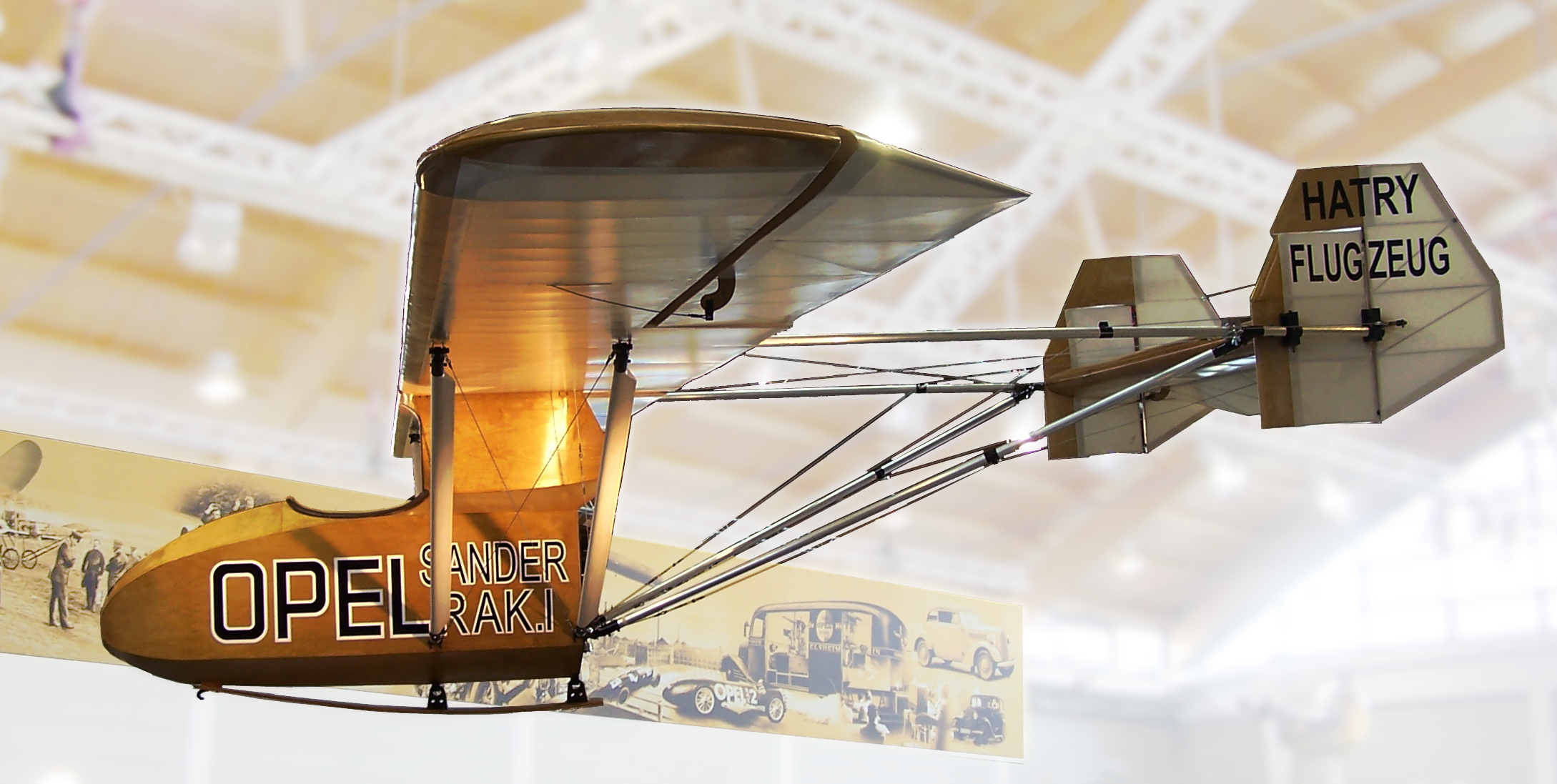
Opel-Sander RAK.1

Julius "Uss" Hatry, född 30 december 1906 i Mannheim, död 7 november 2000, var en tysk filmskapare, ingenjör, flygplanskonstruktör och flygplansbyggare.
Hatry blev tidigt flygintresserad och blev medlem i Mannheims flygklubb 1922. Med klubben besökte han flygträffarna och de årliga flygtävlingarna på Wasserkuppe under 1920-talet. 1927 lyckades han flyga till sig ett C-diplom. Han studerade till ingenjör i München och kom där i kontakt med Akafleig-gruppen som i skolarbetet och på fritiden konstruerade och byggde olika luftfarkoster. Mellan 1927 och 1928 var han med i Akafleig och August Kuppers konstruktionsarbete av världens största segelflygplan Mü3 Kakadu 
Med referenser från Alexander Lippisch och Oskar Ursinus lyckades han få sitt första arbete som flygplanskonstruktör. Hans första egna konstruktion var en motorseglare som på grund av motorproblem inte kom i luften.
Efter att Lippisch och Fritz von Opel experimenterat med raketflygplanet Lippisch Ente 1928, ville von Opel fortsätta försöken, Lippisch föreslog att Hatry skulle konstruera ett flygplan från grunden till von Opels raketer. De båda inledde ett samarbete och året efter kunde von Opel och Hatry visa upp raketflygplanet Opel RAK 1 inför publik i Frankfurt-Rebstock. Raketflygplanet följdes av konstruktionen RAK 2, den blev inte färdigställd eftersom raketkonstruktören Max Valier omkom under utprovning av en ny raket 1930.
År 1935 drabbades han av de judiska raslagarna (Nürnberglagarna) som infördes av Nazitysklands regering, en av hans förfäder visade sig ha judiskt påbrå och han förbjöds att bedriva raketforskning. Ernst Udet som kände Hatry från deras gemensamma tid inom filmen och som flygare talade väl om honom. Hatry kunde med stöd av Udet återuppta arbetet som filmskapare och regiassistent. 1943-1945 var han produktionsledare och regissör vid Mars-Film. 1943 skapade han tillsammans med regissören Karl Anton komedin Die Wirtin zum Weißen Rößl. För Mars-Film producerade han ett flertal instruktionsfilmer för Luftwaffes räkning.
1950 ställde han upp i filmfestivalen i Venedig med filmen Reitvorschrift für eine Geliebte.
Från 1982 till sin död var han verksam i forskningsgruppen Deutsche Gesellschaft für Luft und Raumfahrt som arbetade med rymd- och flygforskning.